# STS-133
STS-133は、2011年2月に打ち上げられたスペースシャトル ディスカバリーによる国際宇宙ステーション(ISS)利用補給ミッション(ULF5)である。本飛行がディスカバリーの最後の飛行となった。当初はスペースシャトル自体の最終飛行となる予定だったが、STS-134が繰り下がり、STS-135が追加されたため最後から3番目となった。

## ミッション内容
ミッションの主な内容は、恒久型多目的モジュール(PMM)とエクスプレス補給キャリア4（ELC-4）のISSへの運搬と設置、そしてロボノート2(R2)の運搬と与圧モジュール（デスティニー）内への設置である。PMMはスペースシャトルでISSに物資を運ぶ際に用いていた多目的補給モジュール「レオナルド」を改造し、恒久的にISSに接続出来るようにしたものであり、倉庫として使用される。ロボノート2はこのPMM内に搭載されて運ばれた。
本ミッションでは、計2回の船外活動が行われた。

## 乗組員
- スティーヴン・W・リンジー (5) — 船長
- エリック・ボー (2) — パイロット

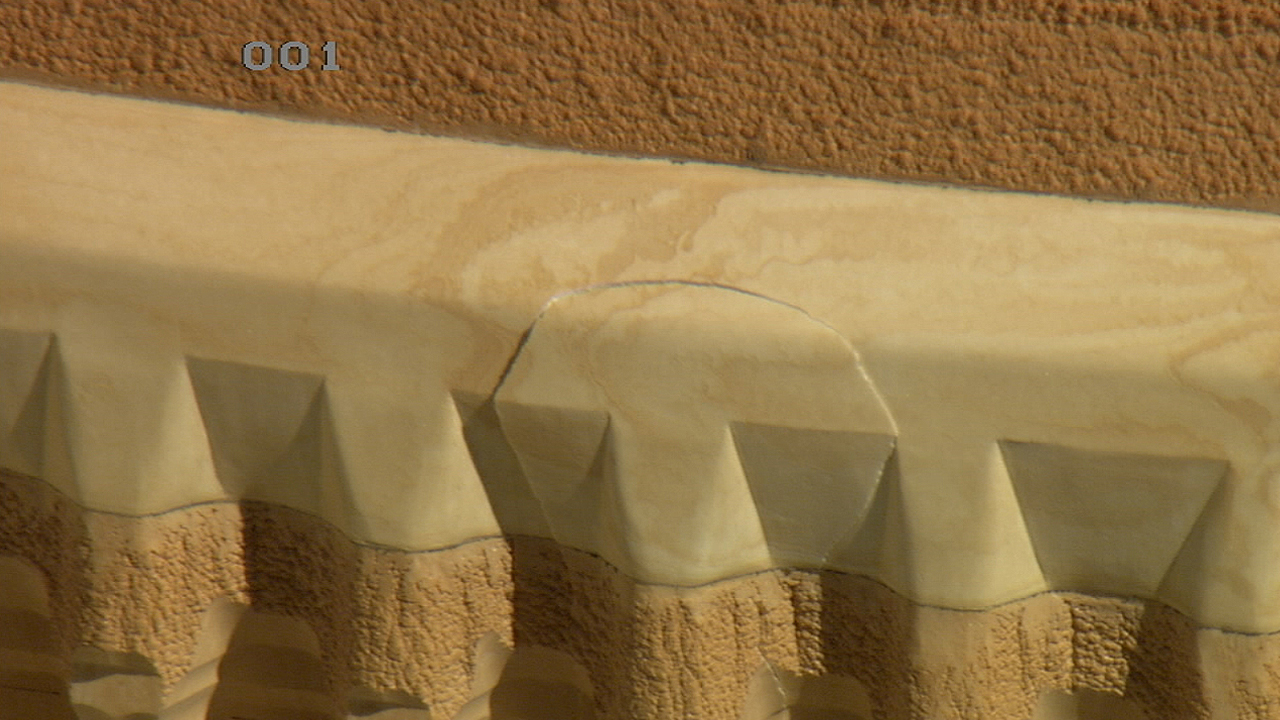
発見された断熱材の亀裂
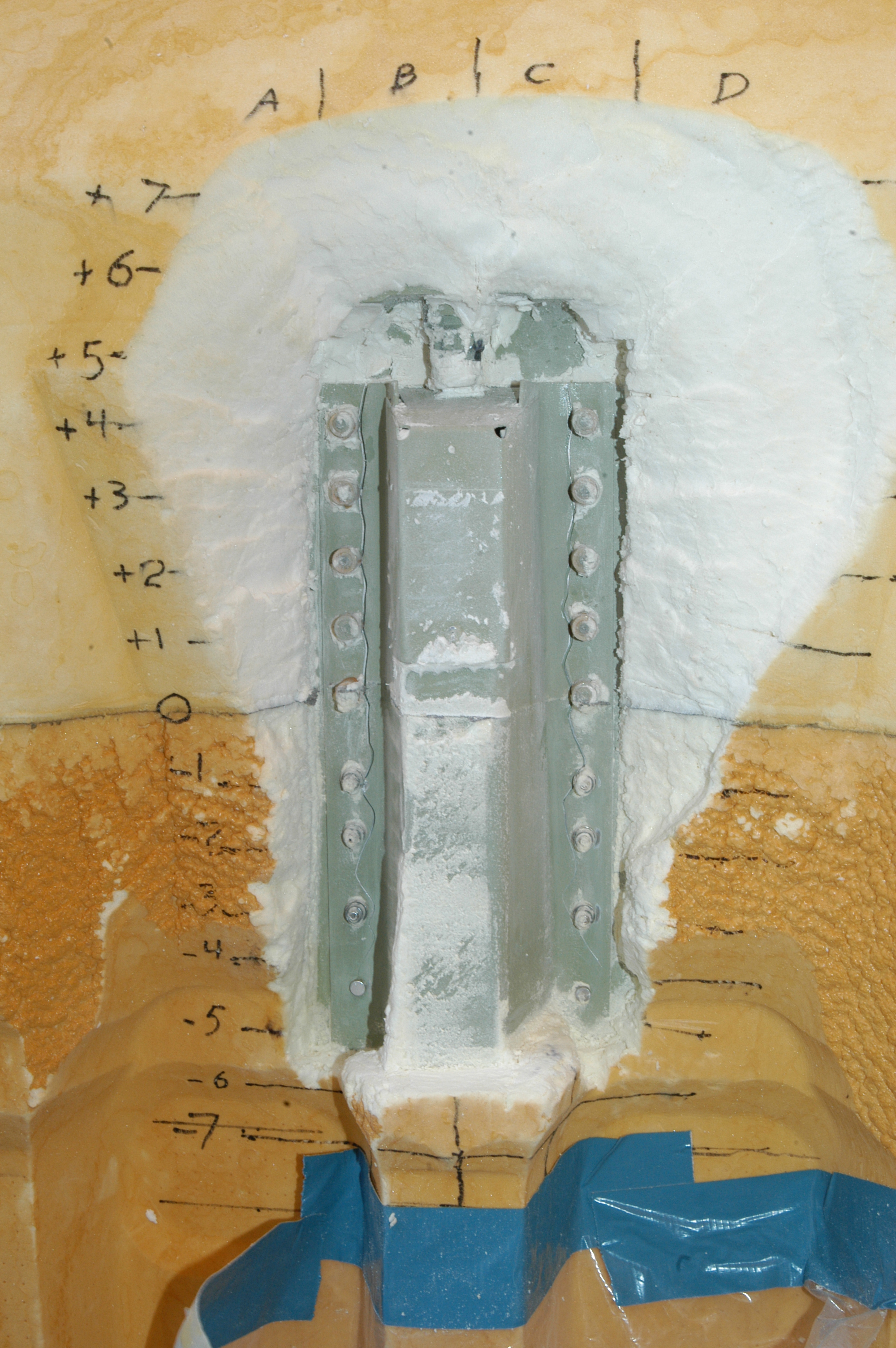
補強用の金属構造(ストリンガー)で見つかったヒビ
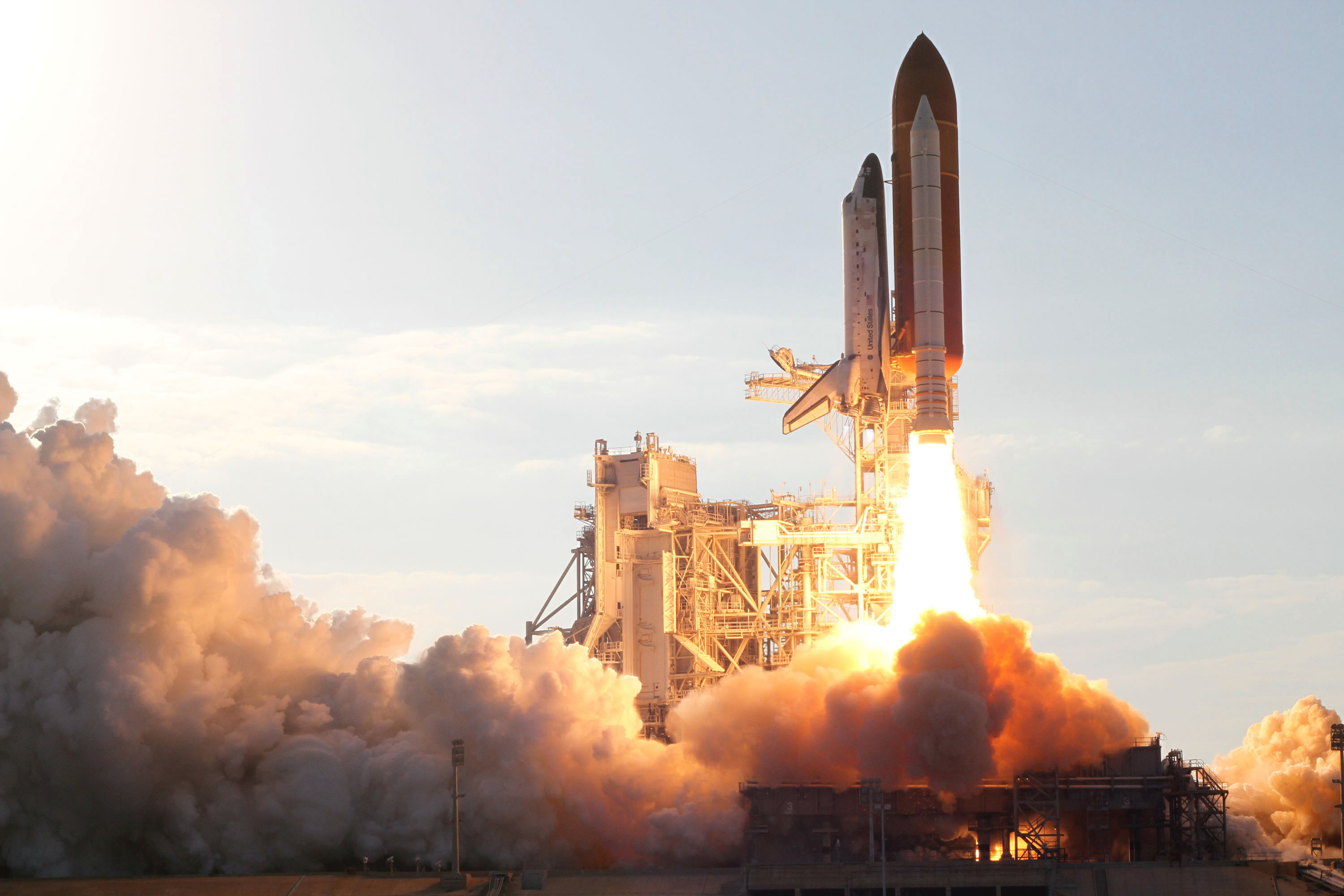
打ち上げ
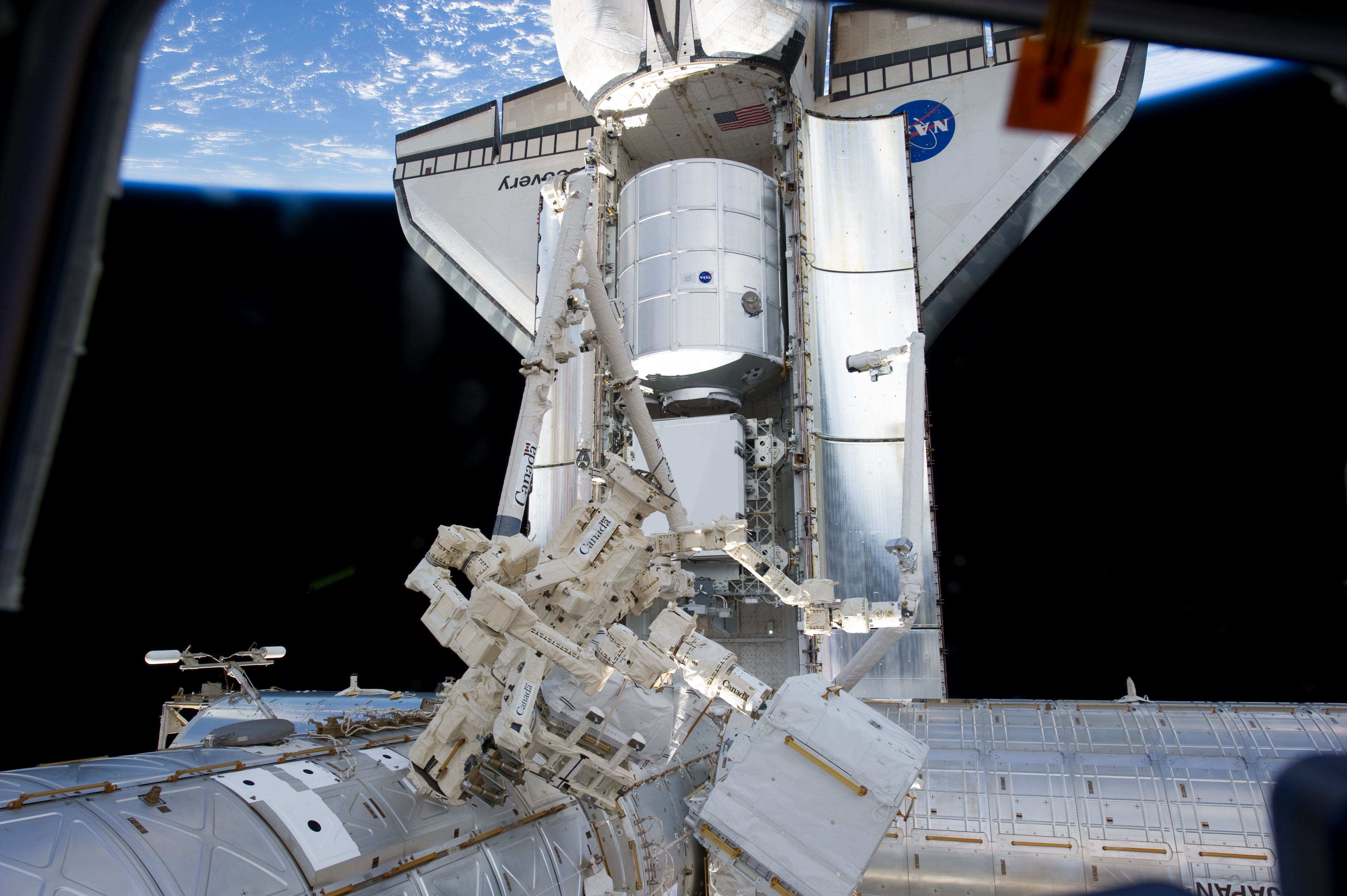
アルヴィン・ドルー（英語版） (2) — ミッションスペシャリスト
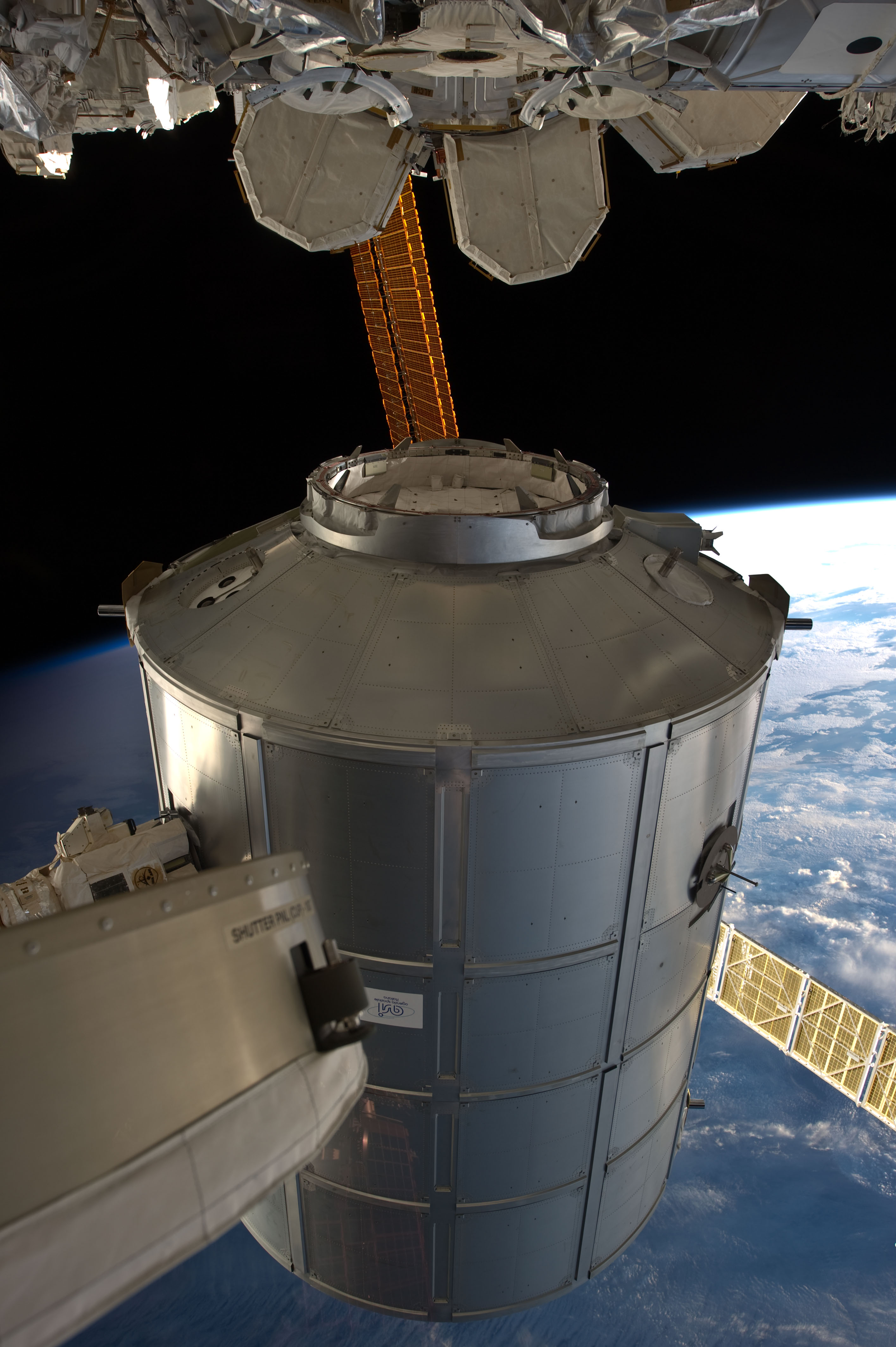
PMMの取り付け
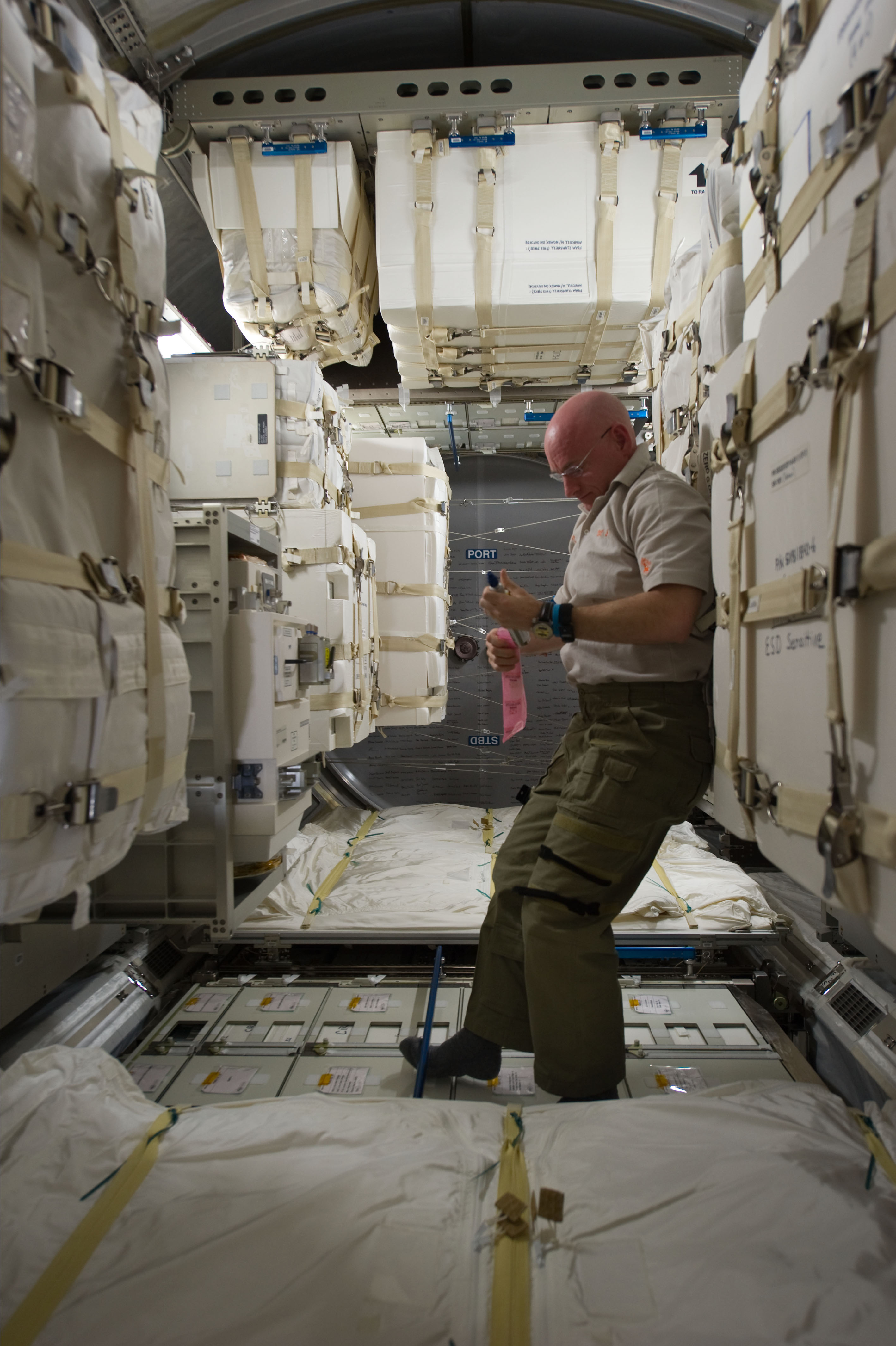
PMM内部
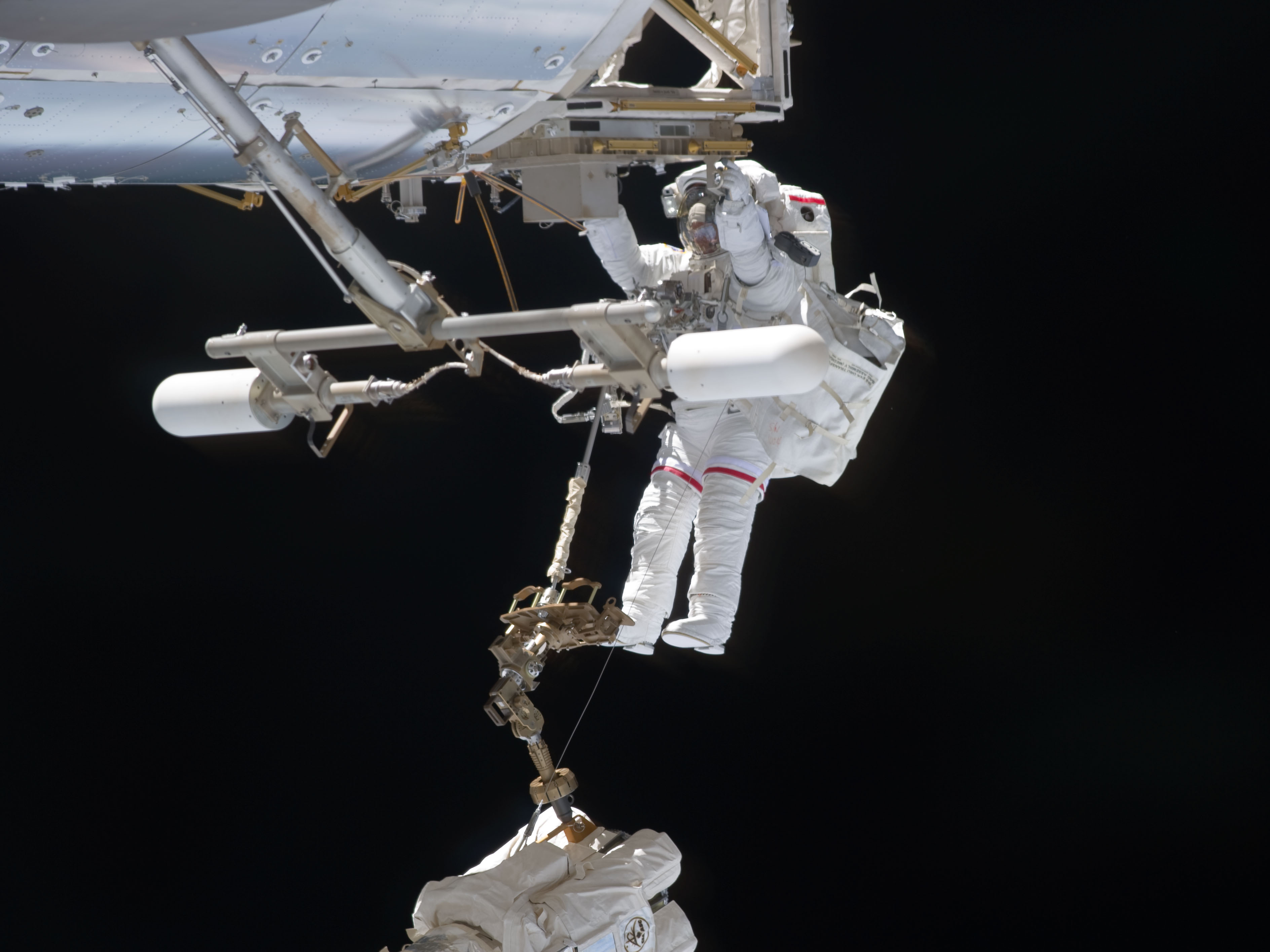
第二回EVA(船外活動)
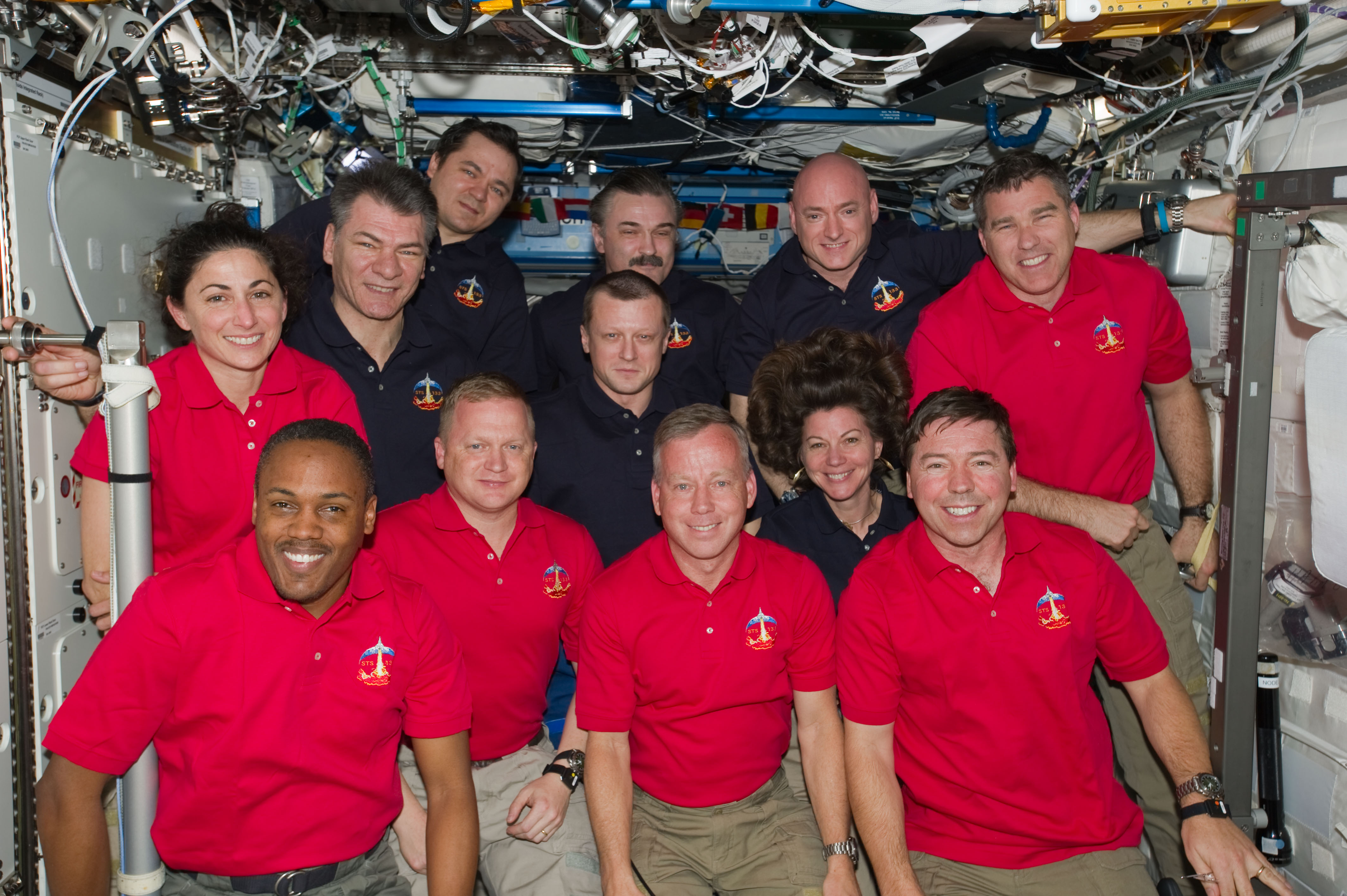
集合写真(赤服がシャトル乗務員)
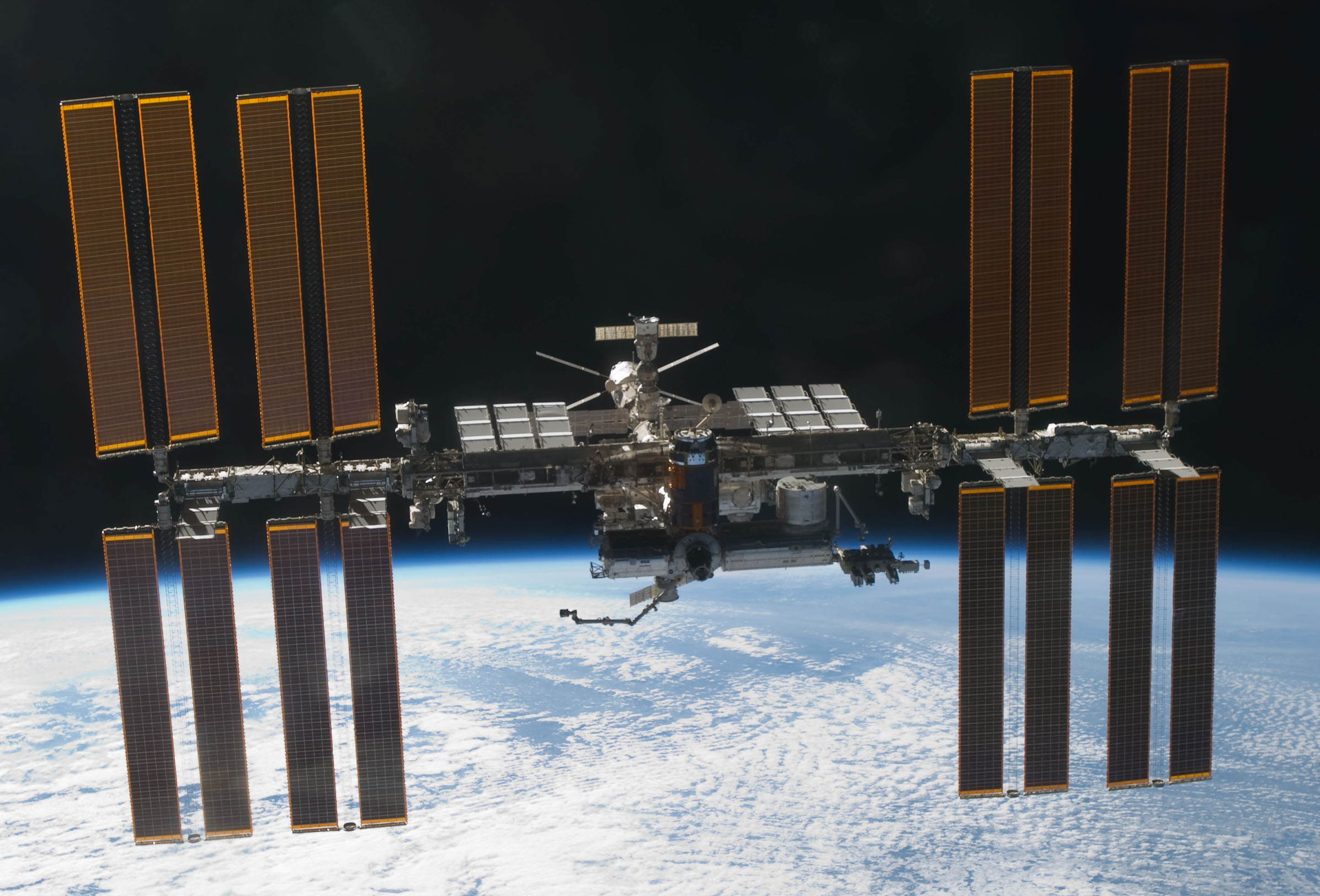
シャトル分離後ISS上方からの写真
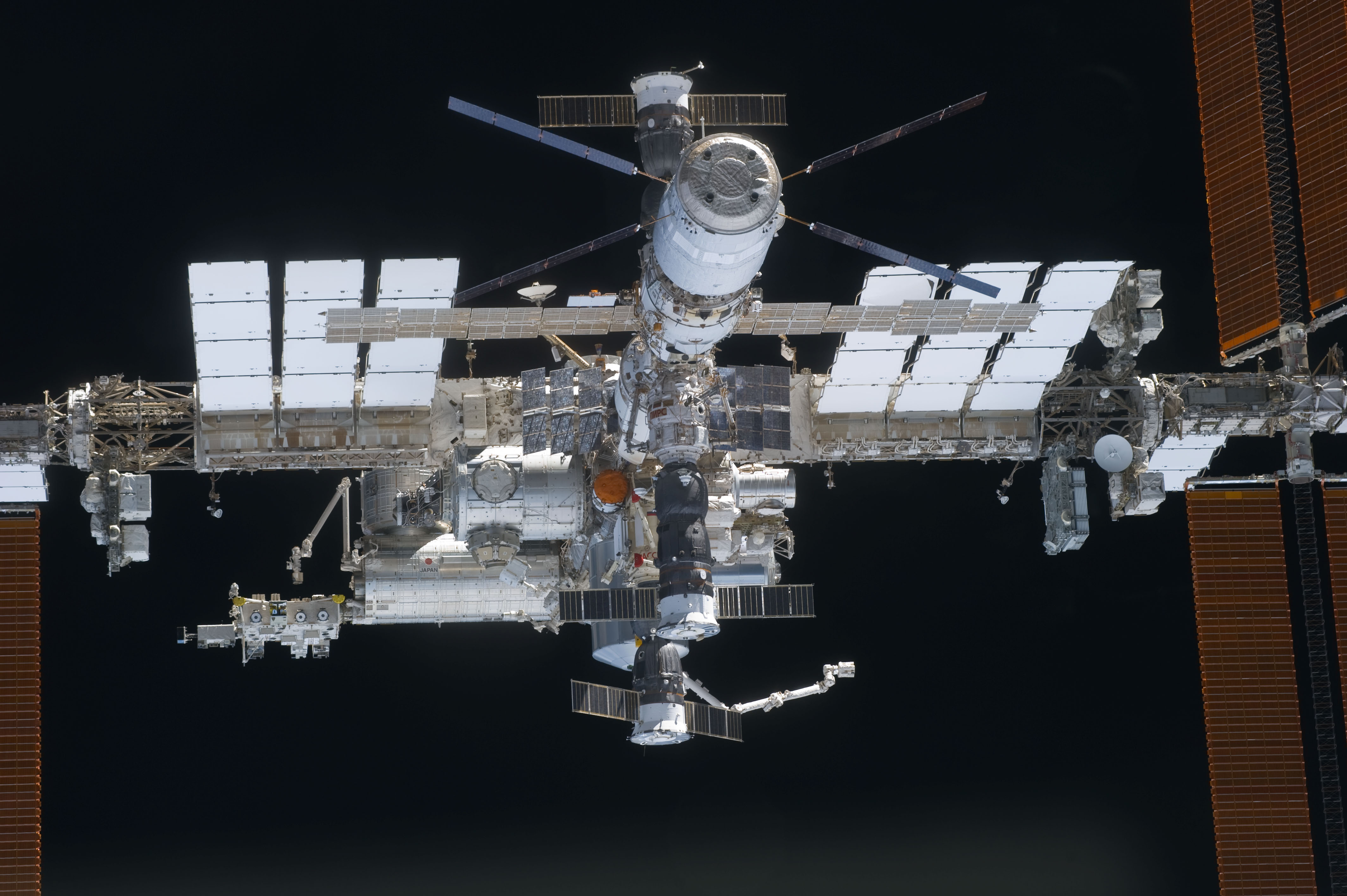
シャトル分離後ISS下方からの写真
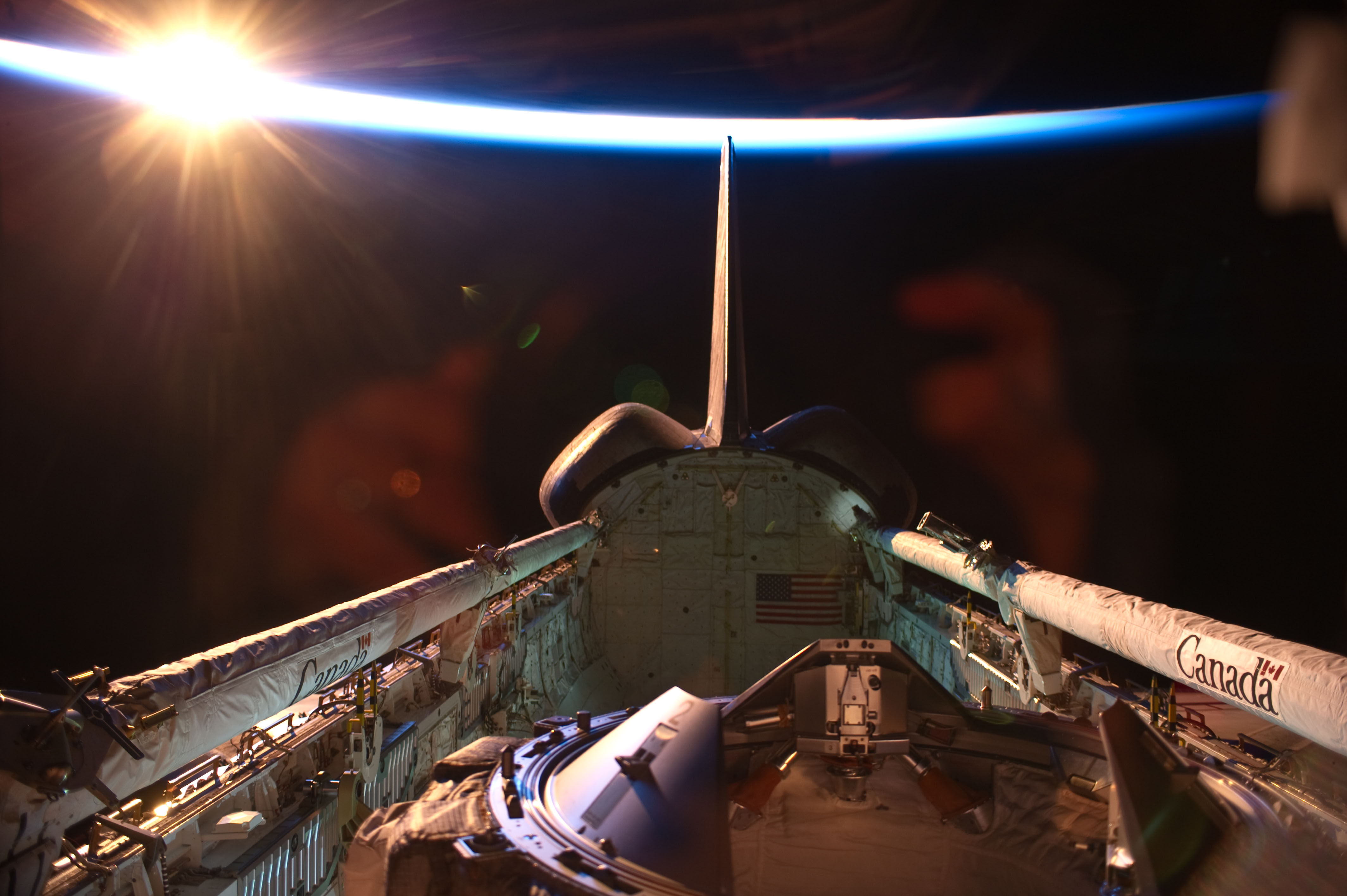
軌道上での日の出
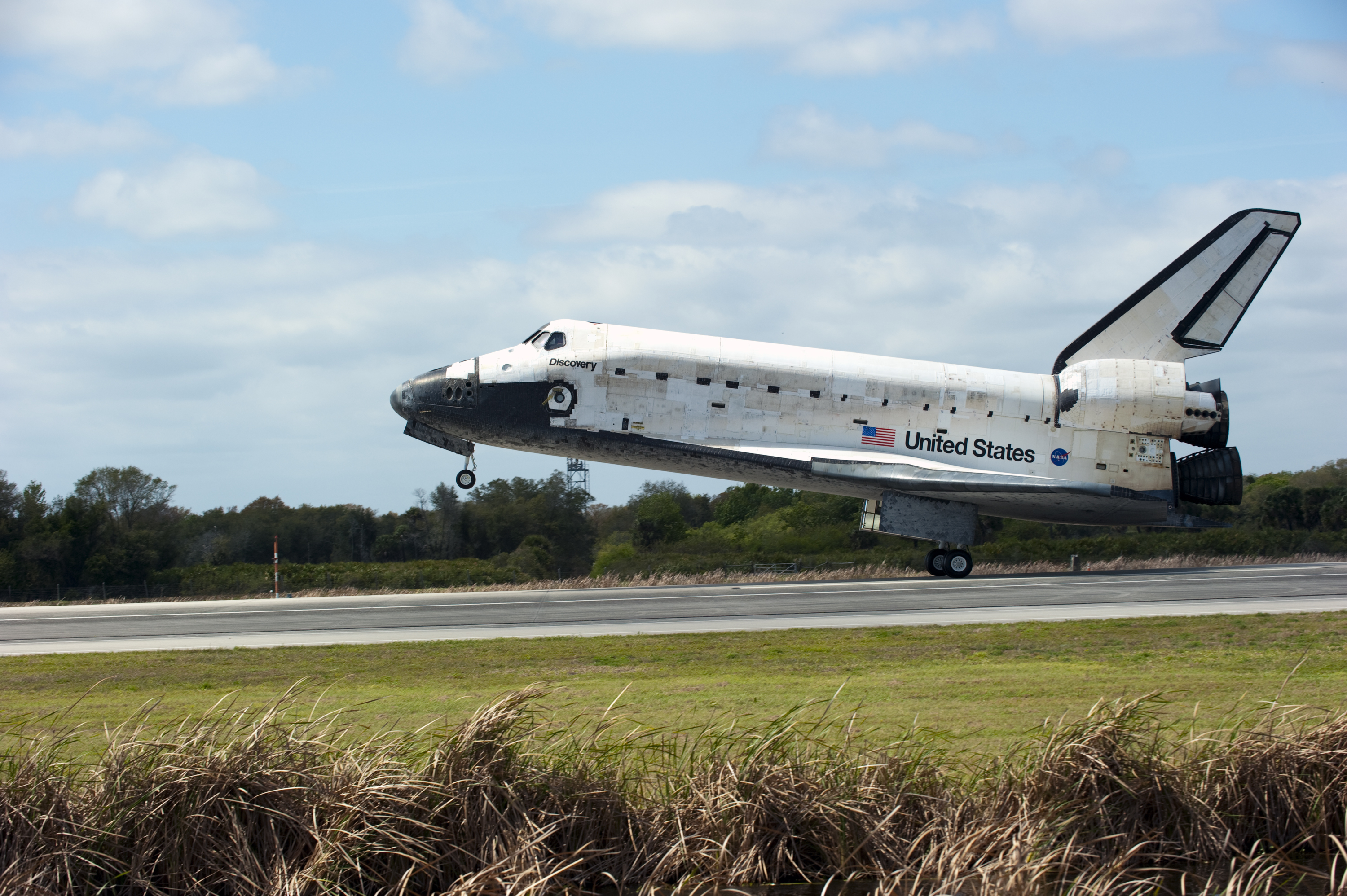
着陸

- スティーブ・ボーエン（英語版） (3)[注 1] — ミッションスペシャリスト
- マイケル・バラット (2) — ミッションスペシャリスト
- ニコール・ストット (2) — ミッションスペシャリスト

※ かっこ内の数字は、今回を含めたフライト経験数。

## 大幅な打ち上げ延期
当初、打ち上げは2010年11月1日に予定されていたが、軌道制御エンジンからのヘリウムガス漏れのため2日間延期された。11月3日の準備中にはメインエンジンの制御装置に異常が発生しさらに翌日へ延期され、翌11月4日の打ち上げは天候不良のため打ち上げを断念した。
翌日11月5日は打上げに備えた燃料充填中に、外部燃料タンクに接続された水素ガス排出装置から水素漏れが生じたため打ち上げは中止された。さらに燃料の抜取り中に、外部燃料タンクの断熱材に亀裂が発見されたため、打ち上げは亀裂の原因が判明するまで延期することになった。
射点で亀裂部分の断熱材を除去して検査したところ、液体水素タンクと液体酸素タンクの間をつなぐタンク間構造（インタータンク）の補強用の金属材にヒビが見つかったため、より広範囲な検査を行った結果、多数のヒビが発見され、大規模な修理が必要と判明した。12月21日にシャトルは射点から組み立て棟に戻され詳細なX線検査と修理が開始された。
その後の調査でタンクに使用されていた補強用金属材のロットが製造不良により強度が正常品の65%しか無いことが判明した。そのため補強用金属板を問題の部分に追加し強度を上げることを決定し1月27日に修理完了、2月1日にシャトルは射点に戻り、打ち上げ準備が再開された。
打ち上げ直前、ケネディ宇宙センターの射点安全管理コンピュータに不具合が発生したため、打ち上げが3分遅れたが飛行に支障はなかった。

## 各国宇宙船の集合
ミッション中ISSにはスペースシャトル、ソユーズ（2機）、プログレス(1機)、ATV(ATV-2)、HTV(HTV2)が同時に結合している状態になった。これはISSに各国の宇宙船・補給船が集合した最初で最後の機会であった。ソユーズTMA-M宇宙船を一時的に切り離しISS全体像を記念撮影する案も検討されたが、使用するソユーズ宇宙船が改良型の初号機ということからISS近傍を飛行する安全性に疑問があったためこの案は却下された（ソユーズ宇宙船を使ってのシャトルがドッキングしたISSの撮影は次のSTS-134で実現した）。EVA中に宇宙飛行士がEVAカメラで全体撮影を行った他、帰還のために分離したシャトルからのISSの撮影は行われた。